# Кавакамі Мієко
Кавакамі Мієко (яп. 川上未映子, Kawakami Mieko, нар. 29 серпня 1976) — японська письменниця та поетеса з Осаки. Її роботи були відзначені престижними японськими літературними нагородами в різних жанрах, зокрема 138-ю премією Акутаґави за повість «Chichi to Ran» (乳と卵), премією Танідзакі 2013 року за збірку оповідань «Ai no Yume to ka» (愛の夢とか), а також премією Накахара Чюя 2008 року за збірку «Sentan de, sasuwa sasararayu soraeweewe» (先端で さすわ さされるわ そらええわ). Твори Кавакамі перекладені кількома мовами і поширені по всьому світу.

## Біографія
Кавакамі народилася в Осаці 29 серпня 1976 року в робітничій родині.
Кавакамі працювала як хостес та продавчинею в книжковому магазині, перш ніж розпочати кар’єру співачки. Кавакамі випустила три альбоми, але в 2006 році вона залишила музичну кар'єру, щоб зосередитися на письмі.
Згодом, у 2006 році Кавакамі дебютувала як поетеса, а у 2007 році опублікувала свою першу повість «Watakushi ritsu in ha, mata wa sekai» (わたくし率 イン 歯一、または世界). До того, як у 2008 році отримати премію Акутаґави за «Chichi to Ran», Кавакамі була відома у Японії переважно як блогер. На піку свого розвитку її популярний блог отримував понад 200 000 переглядів на день.